# Opico
San Juan Opico, plus souvent appelée localement Opico, est une municipalité du département de La Libertad au Salvador.
La ville est située à 24 kilomètres au nord-ouest de la capitale San Salvador et au nord de sa capitale départementale Santa Tecla.
Avec 74 280 habitants, elle occupe le troisième rang par sa population dans le département de La Libertad, se situant après Santa Tecla  et Colón et avant Ciudad Arce.
La municipalité obtint le statut de ville (en espagnol: ciudad) en 1881.
C'est un des centres urbains les plus attractifs, en plein développement, au nord-ouest de l'Aire Métropolitaine de San Salvador.